# Historique du parcours européen du Borussia Dortmund
Cet article présente les différentes campagnes européennes réalisées par le Borussia Dortmund depuis 1956.
Depuis sa fondation en 1909, le Borussia Dortmund a participé :
- 20 fois à la Ligue des champions (1 victoire, 2 finales, 2 demi-finales)
- 3 fois à la Coupe des Coupes (1 victoire)
- 14 fois à la Coupe UEFA (2 finales, 1 demi-finale)
- 1 fois à la Supercoupe de l'UEFA
- 1 fois à la Coupe intercontinentale (victoire)

## Années 1950
1956-1957
Coupe des clubs champions :
|   | Tour               | Club              | Aller | Total | Retour | Club              |     |
| - | ------------------ | ----------------- | ----- | ----- | ------ | ----------------- | --- |
| 1 | Tour préliminaire  | Borussia Dortmund | 4-3   | 12-5* | 1-2    | Spora Luxembourg  | 2-3 |
| 4 | Huitième de finale | Manchester United | 3-2   | 3-2   | 0-0    | Borussia Dortmund | 5   |

*Match d'appui disputé au Stadion Rote Erde remporté 7-0 par le Borussia Dortmund
1957-1958
Coupe des clubs champions :
|   | Tour            | Club              | Aller | Total | Retour | Club         |     |
| - | --------------- | ----------------- | ----- | ----- | ------ | ------------ | --- |
| 6 | Deuxième tour   | Borussia Dortmund | 4-2   | 8-6** | 1-3    | CCA Bucarest | 7-8 |
| 9 | Quart de finale | Borussia Dortmund | 1-1   | 2-5   | 1-4    | AC Milan     | 10  |

**Match d'appui disputé à Bologne remporté 3-1 par le Borussia Dortmund

## Années 1960
1963-1964
Coupe des clubs champions :
|    | Tour            | Club              | Aller | Total | Retour | Club              |    |
| -- | --------------- | ----------------- | ----- | ----- | ------ | ----------------- | -- |
| 11 | Premier tour    | FC Lyn Oslo       | 2-4   | 3-7   | 1-3    | Borussia Dortmund | 12 |
| 13 | Deuxième tour   | SL Benfica        | 2-1   | 2-6   | 0-5    | Borussia Dortmund | 14 |
| 15 | Quart de finale | Dukla Prague      | 0-4   | 3-5   | 3-1    | Borussia Dortmund | 16 |
| 17 | Demi-finale     | Borussia Dortmund | 2-2   | 2-4   | 0-2    | Inter Milan       | 18 |

1964-1965
Coupe des villes de foires :
|    | Tour          | Club              | Aller | Total | Retour | Club                  |    |
| -- | ------------- | ----------------- | ----- | ----- | ------ | --------------------- | -- |
| 19 | Premier tour  | Borussia Dortmund | 4-1   | 4-3   | 0-2    | Girondins de Bordeaux | 20 |
| 21 | Deuxième tour | Borussia Dortmund | 1-6   | 1-10  | 0-4    | Manchester United     | 22 |

1965-1966
Coupe d'Europe des vainqueurs de coupe :
|    | Tour               | Club              | Aller | Total | Retour | Club              |    |
| -- | ------------------ | ----------------- | ----- | ----- | ------ | ----------------- | -- |
| 23 | Premier tour       | Floriana FC       | 1-5   | 1-13  | 0-8    | Borussia Dortmund | 24 |
| 25 | Huitième de finale | Borussia Dortmund | 3-0   | 5-4   | 2-4    | CSKA Sofia        | 26 |
| 27 | Quart de finale    | Atletico Madrid   | 1-1   | 1-2   | 0-1    | Borussia Dortmund | 28 |
| 29 | Demi-finale        | West Ham United   | 1-2   | 2-5   | 1-3    | Borussia Dortmund | 30 |
| 31 | Finale             | Liverpool FC      | -     | 1-2   | -      | Borussia Dortmund | -  |

1966-1967
Coupe d'Europe des vainqueurs de coupe :
|    | Tour               | Club            | Aller | Total | Retour | Club              |    |
| -- | ------------------ | --------------- | ----- | ----- | ------ | ----------------- | -- |
| 32 | Huitième de finale | Glasgow Rangers | 2-1   | 2-1   | 0-0    | Borussia Dortmund | 33 |

## Années 1980
1982-1983
Coupe UEFA :
|    | Tour                      | Club            | Aller | Total | Retour | Club              |    |
| -- | ------------------------- | --------------- | ----- | ----- | ------ | ----------------- | -- |
| 34 | Trente-deuxième de finale | Glasgow Rangers | 2-0   | 2-0   | 0-0    | Borussia Dortmund | 35 |

1987-1988
Coupe UEFA :
|    | Tour                      | Club              | Aller | Total | Retour | Club              |    |
| -- | ------------------------- | ----------------- | ----- | ----- | ------ | ----------------- | -- |
| 36 | Trente-deuxième de finale | Celtic Glasgow    | 2-1   | 2-3   | 0-2    | Borussia Dortmund | 37 |
| 38 | Seizième de finale        | Borussia Dortmund | 2-0   | 3-2   | 1-2    | Velez Mostar      | 39 |
| 40 | Huitième de finale        | Borussia Dortmund | 3-0   | 3-5   | 0-5    | Club Bruges       | 41 |

1989-1990
Coupe d'Europe des vainqueurs de coupe :
|    | Tour                      | Club              | Aller | Total | Retour | Club              |    |
| -- | ------------------------- | ----------------- | ----- | ----- | ------ | ----------------- | -- |
| 42 | Trente-deuxième de finale | Besiktas JK       | 0-1   | 1-3   | 1-2    | Borussia Dortmund | 43 |
| 44 | Huitième de finale        | Borussia Dortmund | 1-1   | 1-3   | 0-2    | UC Sampdoria      | 45 |

## Années 1990
1990-1991
Coupe UEFA :
|    | Tour                      | Club                  | Aller | Total | Retour | Club              |    |
| -- | ------------------------- | --------------------- | ----- | ----- | ------ | ----------------- | -- |
| 46 | Trente-deuxième de finale | Borussia Dortmund     | 2-0   | 4-0   | 2-0    | Chemnitzer FC     | 47 |
| 48 | Seizième de finale        | Universitatea Craiova | 0-3   | 0-4   | 0-1    | Borussia Dortmund | 49 |
| 50 | Huitième de finale        | RSC Anderlecht        | 1-0   | 2-2   | 1-2    | Borussia Dortmund | 51 |

1992-1993
Coupe UEFA :
|    | Tour                      | Club              | Aller | Total | Retour | Club              |    |
| -- | ------------------------- | ----------------- | ----- | ----- | ------ | ----------------- | -- |
| 52 | Trente-deuxième de finale | Floriana FC       | 0-1   | 2-8   | 2-7    | Borussia Dortmund | 53 |
| 54 | Seizième de finale        | Borussia Dortmund | 1-0   | 3-1   | 2-1    | Celtic Glasgow    | 55 |
| 56 | Huitième de finale        | Borussia Dortmund | 3-1   | 3-3   | 1-2    | Real Saragosse    | 57 |
| 58 | Quart de finale           | AS Roma           | 1-0   | 1-2   | 0-2    | Borussia Dortmund | 59 |
| 60 | Demi-finale               | Borussia Dortmund | 2-0   | 2-2*  | 0-2    | AJ Auxerre        | 61 |
| 62 | Finale                    | Borussia Dortmund | 1-3   | 1-6   | 0-3    | Juventus          | 63 |

*Dortmund qualifié aux tirs buts
1993-1994
Coupe UEFA :
|    | Tour                      | Club              | Aller | Total | Retour | Club               |    |
| -- | ------------------------- | ----------------- | ----- | ----- | ------ | ------------------ | -- |
| 64 | Trente-deuxième de finale | Borussia Dortmund | 0-0   | 1-0   | 1-0    | Alania Vladikavkaz | 65 |
| 66 | Seizième de finale        | NK Maribor        | 0-0   | 1-2   | 1-2    | Borussia Dortmund  | 67 |
| 68 | Huitième de finale        | Brøndby IF        | 1-1   | 1-2   | 0-1    | Borussia Dortmund  | 69 |
| 70 | Quart de finale           | Borussia Dortmund | 1-3   | 3-4   | 2-1    | Inter Milan        | 71 |

1994-1995
Coupe UEFA :
|    | Tour                      | Club                 | Aller | Total | Retour | Club              |    |
| -- | ------------------------- | -------------------- | ----- | ----- | ------ | ----------------- | -- |
| 72 | Trente-deuxième de finale | Borussia Dortmund    | 1-0   | 3-0   | 2-0    | Motherwell FC     | 73 |
| 74 | Seizième de finale        | Slovan Bratislava    | 0-0   | 1-2   | 1-2    | Borussia Dortmund | 75 |
| 76 | Huitième de finale        | Deportivo La Corogne | 1-0   | 2-3   | 1-3    | Borussia Dortmund | 77 |
| 78 | Quart de finale           | SS Lazio             | 1-0   | 1-2   | 0-2    | Borussia Dortmund | 79 |
| 80 | Demi-finale               | Juventus             | 2-2   | 4-3   | 2-1    | Borussia Dortmund | 81 |

1995-1996
Ligue des Champions :
|    | Tour                      | Club              | Aller | Total | Retour | Club              |    |
| -- | ------------------------- | ----------------- | ----- | ----- | ------ | ----------------- | -- |
| 82 | Phase de poules, groupe C | Borussia Dortmund | 1-3   |       | 2-1    | Juventus          | 86 |
| 83 | Phase de poules, groupe C | Glasgow Rangers   | 2-2   |       | 2-2    | Borussia Dortmund | 87 |
| 84 | Phase de poules, groupe C | Borussia Dortmund | 1-0   |       | 0-0    | Steaua Bucarest   | 85 |
| 88 | Quart de finale           | Borussia Dortmund | 0-2   | 0-3   | 0-1    | Ajax Amsterdam    | 89 |

 1996-1997 
Ligue des Champions :
|     | Tour                      | Club              | Aller | Total | Retour | Club              |    |
| --- | ------------------------- | ----------------- | ----- | ----- | ------ | ----------------- | -- |
| 90  | Phase de poules, groupe B | Borussia Dortmund | 2-1   |       | 2-2    | Widzew Łódź       | 94 |
| 91  | Phase de poules, groupe B | Steaua Bucarest   | 0-3   |       | 3-5    | Borussia Dortmund | 95 |
| 92  | Phase de poules, groupe B | Atletico Madrid   | 0-1   |       | 2-1    | Borussia Dortmund | 93 |
| 96  | Quart de finale           | Borussia Dortmund | 3-1   | 4-1   | 1-0    | AJ Auxerre        | 97 |
| 98  | Demi-finale               | Borussia Dortmund | 1-0   | 2-0   | 1-0    | Manchester United | 99 |
| 100 | Finale                    | Borussia Dortmund |       | 3-1   |        | Juventus          | -  |

1997-1998
Ligue des Champions :
|     | Tour                      | Club              | Aller | Total | Retour | Club              |     |
| --- | ------------------------- | ----------------- | ----- | ----- | ------ | ----------------- | --- |
| 101 | Phase de poules, groupe A | Galatasaray SK    | 0-1   |       | 1-4    | Borussia Dortmund | 105 |
| 102 | Phase de poules, groupe A | Borussia Dortmund | 4-1   |       | 3-0    | Sparta Prague     | 106 |
| 103 | Phase de poules, groupe A | Parme FC          | 1-0   |       | 0-2    | Borussia Dortmund | 104 |
| 107 | Quart de finale           | Bayern Munich     | 0-0   | 0-1   | 0-1ap  | Borussia Dortmund | 108 |
| 109 | Demi-finale               | Real Madrid       | 2-0   | 2-0   | 0-0    | Borussia Dortmund | 110 |

1999-2000
Ligue des Champions :
|     | Tour                      | Club                | Aller | Total | Retour | Club              |     |
| --- | ------------------------- | ------------------- | ----- | ----- | ------ | ----------------- | --- |
| 111 | 3e tour de qualif.        | FK Teplice          | 0-1   | 0-2   | 0-1    | Borussia Dortmund | 112 |
| 113 | Phase de poules, groupe C | Feyenoord Rotterdam | 1-1   |       | 1-1    | Borussia Dortmund | 117 |
| 114 | Phase de poules, groupe C | Borussia Dortmund   | 3-1   |       | 0-1    | Boavista FC       | 118 |
| 115 | Phase de poules, groupe C | Rosenborg BK        | 2-2   |       | 3-0    | Borussia Dortmund | 116 |

Coupe UEFA :
|     | Tour               | Club              | Aller | Total | Retour | Club              |     |
| --- | ------------------ | ----------------- | ----- | ----- | ------ | ----------------- | --- |
| 119 | Seizième de finale | Glasgow Rangers   | 2-0   | 2-2*  | 0-2    | Borussia Dortmund | 120 |
| 121 | Huitième de finale | Borussia Dortmund | 0-0   | 0-2   | 0-2    | Galatasaray SK    | 122 |

*Dortmund qualifié aux tirs au but (3-1)

## Années 2000
2001-2002
Ligue des Champions :
|     | Tour                          | Club              | Aller | Total | Retour | Club              |     |
| --- | ----------------------------- | ----------------- | ----- | ----- | ------ | ----------------- | --- |
| 123 | Troisième tour qualificatif   | Shakhtar Donetsk  | 0-2   | 1-5   | 1-3    | Borussia Dortmund | 124 |
| 125 | 1re Phase de poules, groupe B | Dynamo Kiev       | 2-2   |       | 1-0    | Borussia Dortmund | 129 |
| 126 | 1re Phase de poules, groupe B | Borussia Dortmund | 0-0   |       | 0-2    | Liverpool FC      | 130 |
| 127 | Phase de poules, groupe B     | Boavista FC       | 2-1   |       | 1-2    | Borussia Dortmund | 128 |

Coupe UEFA :
|     | Tour               | Club                | Aller | Total | Retour | Club              |     |
| --- | ------------------ | ------------------- | ----- | ----- | ------ | ----------------- | --- |
| 131 | Seizième de finale | FC Copenhague       | 0-1   | 0-2   | 0-1    | Borussia Dortmund | 132 |
| 133 | Huitième de finale | Lille OSC           | 1-1   | 1-1   | 0-0    | Borussia Dortmund | 134 |
| 135 | Quart de finale    | Slovan Liberec      | 0-0   | 0-4   | 0-4    | Borussia Dortmund | 136 |
| 137 | Demi-finale        | Borussia Dortmund   | 4-0   | 5-3   | 1-3    | AC Milan          | 138 |
| 139 | Finale             | Feyenoord Rotterdam | -     | 3-2   | -      | Borussia Dortmund | -   |

2002-2003
Ligue des Champions :
|     | Tour                          | Club              | Aller | Total | Retour | Club              |     |
| --- | ----------------------------- | ----------------- | ----- | ----- | ------ | ----------------- | --- |
| 140 | 1re Phase de poules, groupe A | Arsenal FC        | 2-0   |       | 1-2    | Borussia Dortmund | 144 |
| 141 | 1re Phase de poules, groupe A | Borussia Dortmund | 2-1   |       | 0-1    | AJ Auxerre        | 145 |
| 142 | 1re Phase de poules, groupe A | PSV Eindhoven     | 1-3   |       | 1-1    | Borussia Dortmund | 143 |
| 146 | 2e Phase de poules, groupe C  | Lokomotiv Moscou  | 1-2   |       | 0-3    | Borussia Dortmund | 150 |
| 147 | 2e Phase de poules, groupe C  | Borussia Dortmund | 0-1   |       | 1-0    | AC Milan          | 151 |
| 148 | 2e Phase de poules, groupe C  | Real Madrid       | 2-1   |       | 1-1    | Borussia Dortmund | 149 |

2003-2004 
Ligue des Champions :
|     | Tour                        | Club              | Aller | Total | Retour | Club      |     |
| --- | --------------------------- | ----------------- | ----- | ----- | ------ | --------- | --- |
| 152 | Troisième tour qualificatif | Borussia Dortmund | 2-1   | 3-3*  | 1-2    | FC Bruges | 153 |

*Bruges qualifié aux tirs au but (4-2)
Coupe UEFA :
|     | Tour          | Club           | Aller | Total | Retour | Club              |     |
| --- | ------------- | -------------- | ----- | ----- | ------ | ----------------- | --- |
| 154 | Premier Tour  | Austria Vienne | 1-2   | 1-3   | 0-1    | Borussia Dortmund | 155 |
| 156 | Deuxième Tour | FC Sochaux     | 4-0   | 4-0   | 0-0    | Borussia Dortmund | 157 |

2008-2009 
Coupe UEFA :
|     | Tour         | Club              | Aller | Total | Retour | Club           |     |
| --- | ------------ | ----------------- | ----- | ----- | ------ | -------------- | --- |
| 158 | Premier Tour | Borussia Dortmund | 0-2   | 2-2*  | 2-0    | Udinese Calcio | 159 |

*Udinese qualifié aux tirs au but (4-3)

## Années 2010
2010-2011 
Ligue Europa :
|     | Tour                      | Club              | Aller | Total | Retour | Club                |     |
| --- | ------------------------- | ----------------- | ----- | ----- | ------ | ------------------- | --- |
| 160 | Tour de barrage           | Borussia Dortmund | 4-0   | 5-0   | 1-0    | Qarabağ Ağdam       | 161 |
| 162 | Phase de poules, groupe J | Karpaty Lviv      | 3-4   |       | 0-3    | Borussia Dortmund   | 166 |
| 163 | Phase de poules, groupe J | Borussia Dortmund | 0-1   |       | 2-2    | Séville FC          | 167 |
| 164 | Phase de poules, groupe J | Borussia Dortmund | 1-1   |       | 0-0    | Paris Saint-Germain | 165 |

2011-2012 
Ligue des Champions :
|     | Tour                      | Club                   | Aller | Total | Retour | Club              |     |
| --- | ------------------------- | ---------------------- | ----- | ----- | ------ | ----------------- | --- |
| 168 | Phase de poules, groupe F | Borussia Dortmund      | 1-1   |       | 1-2    | Arsenal FC        | 172 |
| 169 | Phase de poules, groupe F | Olympique de Marseille | 3-0   |       | 3-2    | Borussia Dortmund | 173 |
| 170 | Phase de poules, groupe F | Olympiakos             | 3-1   |       | 0-1    | Borussia Dortmund | 171 |

2012-2013 
Ligue des Champions :
|     | Tour                      | Club              | Aller | Total | Retour | Club              |     |
| --- | ------------------------- | ----------------- | ----- | ----- | ------ | ----------------- | --- |
| 174 | Phase de poules, groupe D | Borussia Dortmund | 1-0   |       | 4-1    | Ajax Amsterdam    | 178 |
| 175 | Phase de poules, groupe D | Manchester City   | 1-1   |       | 0-1    | Borussia Dortmund | 179 |
| 176 | Phase de poules, groupe D | Borussia Dortmund | 2-1   |       | 2-2    | Real Madrid       | 177 |
| 180 | Huitième de finale        | Borussia Dortmund | 3-0   | 5-2   | 2-2    | Shakhtar Donetsk  | 181 |
| 182 | Quart de finale           | Málaga CF         | 0-0   | 2-3   | 2-3    | Borussia Dortmund | 183 |
| 184 | Demi finale               | Borussia Dortmund | 4-1   | 4-3   | 0-2    | Real Madrid       | 185 |
| 186 | Finale                    | Bayern Munich     |       | 2-1   |        | Borussia Dortmund |     |

2013-2014 
Ligue des Champions :
|     | Tour                      | Club                     | Aller | Total | Retour | Club                   |     |
| --- | ------------------------- | ------------------------ | ----- | ----- | ------ | ---------------------- | --- |
| 187 | Phase de poules, groupe F | SSC Naples               | 2-1   |       | 1-3    | Borussia Dortmund      | 191 |
| 188 | Phase de poules, groupe F | Borussia Dortmund        | 3-0   |       | 2-1    | Olympique de Marseille | 192 |
| 189 | Phase de poules, groupe F | Arsenal FC               | 1-2   |       | 1-0    | Borussia Dortmund      | 190 |
| 193 | Huitième de finale        | Zenith Saint-Petersbourg | 2-4   | 4-5   | 2-1    | Borussia Dortmund      | 194 |
| 195 | Quart de finale           | Real Madrid              | 3-0   | 3-2   | 0-2    | Borussia Dortmund      | 196 |

2014-2015 
Ligue des Champions :
|     | Tour                      | Club              | Aller | Total | Retour | Club              |     |
| --- | ------------------------- | ----------------- | ----- | ----- | ------ | ----------------- | --- |
| 197 | Phase de poules, groupe D | Borussia Dortmund | 2-0   |       | 0-2    | Arsenal FC        | 201 |
| 198 | Phase de poules, groupe D | RSC Anderlecht    | 0-3   |       | 1-1    | Borussia Dortmund | 202 |
| 199 | Phase de poules, groupe D | Galatasaray SK    | 0-4   |       | 1-4    | Borussia Dortmund | 200 |
| 203 | Huitième de finale        | Juventus          | 2-1   | 5-1   | 3-0    | Borussia Dortmund | 204 |

2015-2016 
Ligue Europa :
|     | Tour                      | Club              | Aller | Total | Retour | Club              |     |
| --- | ------------------------- | ----------------- | ----- | ----- | ------ | ----------------- | --- |
| 205 | 3e tour qualification     | Wolfsberger AC    | 0-1   | 0-6   | 0-5    | Borussia Dortmund | 206 |
| 207 | Barrages                  | Odds BK           | 3-4   | 5-11  | 2-7    | Borussia Dortmund | 208 |
| 209 | Phase de poules, groupe C | Borussia Dortmund | 2-1   |       | 0-1    | FK Krasnodar      | 213 |
| 210 | Phase de poules, groupe C | PAOK Salonique    | 1-1   |       | 1-0    | Borussia Dortmund | 214 |
| 211 | Phase de poules, groupe C | FK Qabala         | 1-3   |       | 0-4    | Borussia Dortmund | 212 |
| 215 | Seizièmes de finale       | Borussia Dortmund | 2-0   | 3-0   | 1-0    | FC Porto          | 216 |
| 217 | Huitième de finale        | Borussia Dortmund | 3-0   | 5-1   | 2-1    | Tottenham Hotspur | 218 |
| 219 | Quart de finale           | Borussia Dortmund | 1-1   | 4-5   | 3-4    | Liverpool FC      | 220 |

2016-2017 
Ligue des Champions :
|     | Tour                      | Club              | Aller | Total | Retour | Club              |     |
| --- | ------------------------- | ----------------- | ----- | ----- | ------ | ----------------- | --- |
| 225 | Phase de poules, groupe F | Legia Varsovie    | 0-6   |       | 4-8    | Borussia Dortmund | 226 |
| 221 | Phase de poules, groupe F | Borussia Dortmund | 2-2   |       | 2-2    | Real Madrid       | 222 |
| 223 | Phase de poules, groupe F | Sporting Portugal | 1-2   |       | 0-1    | Borussia Dortmund | 224 |
| 227 | Huitième de finale        | SL Benfica        | 1-0   | 1-4   | 0-4    | Borussia Dortmund | 228 |
| 229 | Quart de finale           | Borussia Dortmund | 2-3   | 3-6   | 1-3    | AS Monaco         | 230 |

2017-2018 
Ligue des Champions :
|     | Tour                      | Club              | Aller | Total | Retour | Club              |     |
| --- | ------------------------- | ----------------- | ----- | ----- | ------ | ----------------- | --- |
| 231 | Phase de poules, groupe H | Tottenham Hotspur | 3-1   |       | 2-1    | Borussia Dortmund | 235 |
| 232 | Phase de poules, groupe H | Borussia Dortmund | 1-3   |       | 2-3    | Real Madrid       | 236 |
| 233 | Phase de poules, groupe H | APOEL Nicosie     | 1-1   |       | 1-1    | Borussia Dortmund | 234 |

Ligue Europa :
|     | Tour               | Club              | Aller | Total | Retour | Club               |     |
| --- | ------------------ | ----------------- | ----- | ----- | ------ | ------------------ | --- |
| 237 | Seizième de finale | Borussia Dortmund | 3-2   | 4-3   | 1-1    | Atalanta Bergame   | 238 |
| 239 | Huitième de finale | Borussia Dortmund | 1-2   | 1-2   | 0-0    | Red Bull Salzbourg | 240 |

2018-2019 
Ligue des Champions :
|     | Tour                      | Club              | Aller | Total | Retour | Club              |     |
| --- | ------------------------- | ----------------- | ----- | ----- | ------ | ----------------- | --- |
| 241 | Phase de poules, groupe A | Club Bruges       | 1-0   |       | 0-0    | Borussia Dortmund | 245 |
| 242 | Phase de poules, groupe A | Borussia Dortmund | 3-0   |       | 2-0    | AS Monaco         | 246 |
| 243 | Phase de poules, groupe A | Borussia Dortmund | 4-0   |       | 0-2    | Atletico Madrid   | 244 |
| 247 | Huitième de finale        | Tottenham Hotspur | 3-0   | 4-0   | 1-0    | Borussia Dortmund | 248 |

2019-2020 
Ligue des Champions :
|     | Tour                      | Club              | Aller | Total | Retour | Club                |     |
| --- | ------------------------- | ----------------- | ----- | ----- | ------ | ------------------- | --- |
| 249 | Phase de poules, groupe F | Borussia Dortmund | 0-0   |       | 1-3    | FC Barcelone        | 253 |
| 250 | Phase de poules, groupe F | Slavia Prague     | 0-2   |       | 2-1    | Borussia Dortmund   | 254 |
| 251 | Phase de poules, groupe F | Inter Milan       | 2-0   |       | 2-3    | Borussia Dortmund   | 252 |
| 255 | Huitième de finale        | Borussia Dortmund | 2-1   | 2-3   | 0-2    | Paris Saint-Germain | 256 |

## Années 2020
2020-2021  Ligue des Champions :
|     | Tour                      | Club              | Aller | Total | Retour | Club                     |     |
| --- | ------------------------- | ----------------- | ----- | ----- | ------ | ------------------------ | --- |
| 257 | Phase de poules, groupe F | SS Lazio          | 3-1   |       | 1-1    | Borussia Dortmund        | 261 |
| 258 | Phase de poules, groupe F | Borussia Dortmund | 2-0   |       | 2-1    | Zénith Saint-Pétersbourg | 262 |
| 259 | Phase de poules, groupe F | Club Bruges       | 0-3   |       | 0-3    | Borussia Dortmund        | 260 |
| 263 | Huitième de finale        | Séville FC        | 2-3   | 4-5   | 2-2    | Borussia Dortmund        | 264 |
| 265 | Quart de finale           | Manchester City   | 2-1   | 4-2   | 2-1    | Borussia Dortmund        | 266 |

2021-2022  Ligue des Champions :
|     | Tour                      | Club              | Aller | Total | Retour | Club              |     |
| --- | ------------------------- | ----------------- | ----- | ----- | ------ | ----------------- | --- |
| 267 | Phase de poules, groupe C | Besiktas JK       | 1-2   |       | 0-5    | Borussia Dortmund | 272 |
| 268 | Phase de poules, groupe C | Borussia Dortmund | 1-0   |       | 1-3    | Sporting Portugal | 271 |
| 269 | Phase de poules, groupe C | Ajax Amsterdam    | 4-0   |       | 3-1    | Borussia Dortmund | 270 |

Ligue Europa :
|     | Tour                 | Club            | Aller | Total | Retour | Club              |     |
| --- | -------------------- | --------------- | ----- | ----- | ------ | ----------------- | --- |
| 273 | Barrage phase finale | Glasgow Rangers | 4-2   | 6-4   | 2-2    | Borussia Dortmund | 274 |

2022-2023 Ligue des champions :
|     | Tour                      | Club              | Aller | Total | Retour | Club              |     |
| --- | ------------------------- | ----------------- | ----- | ----- | ------ | ----------------- | --- |
| 275 | Phase de poules, groupe G | Borussia Dortmund | 3-0   |       | 1-1    | FC Copenhague     | 280 |
| 276 | Phase de poules, groupe G | Manchester City   | 2-1   |       | 0-0    | Borussia Dortmund | 279 |
| 277 | Phase de poules, groupe G | Séville FC        | 1-4   |       | 1-1    | Borussia Dortmund | 278 |
| 281 | Huitième de finale        | Borussia Dortmund | 1-0   | 1-2   | 0-2    | Chelsea FC        | 282 |

2023-2024 Ligue des champions :
|     | Tour                      | Club                | Aller | Total | Retour | Club                |     |
| --- | ------------------------- | ------------------- | ----- | ----- | ------ | ------------------- | --- |
| 283 | Phase de poules, groupe F | Paris Saint-Germain | 2-0   |       | 1-1    | Borussia Dortmund   | 284 |
| 285 | Huitième de finale        | Borussia Dortmund   | 0-0   |       | 3-1    | Milan AC            | 286 |
| 287 | Phase de poules, groupe F | Newcastle United    | 0-1   |       | 0-2    | Borussia Dortmund   | 288 |
| 289 | Huitième de finale        | PSV Eindhoven       | 1-1   | 1-2   | 0-2    | Borussia Dortmund   | 290 |
| 291 | Quart de finale           | Atletico Madrid     | 2-1   | 4-5   | 2-4    | Borussia Dortmund   | 292 |
| 293 | Demi finale               | Borussia Dortmund   | 1-0   | 2-0   | 1-0    | Paris Saint-Germain | 294 |
| 295 | Finale                    | Real Madrid         |       | 2-0   |        | Borussia Dortmund   |     |

2024-2025 Ligue des champions :
|     | Tour                 | Club              | Aller | Total | Retour | Club              |     |
| --- | -------------------- | ----------------- | ----- | ----- | ------ | ----------------- | --- |
| 296 | Phase de poule       | Club Bruges       |       |       | 0-3    | Borussia Dortmund |     |
| 297 | Phase de poule       | Borussia Dortmund | 7-1   |       |        | Celtic FC         |     |
| 298 | Phase de poule       | Real Madrid       |       |       | 5-2    | Borussia Dortmund |     |
| 299 | Phase de poule       | Borussia Dortmund | 1-0   |       |        | Sturm Graz        |     |
| 300 | Phase de poule       | Dinamo Zagreb     |       |       | 0-3    | Borussia Dortmund |     |
| 301 | Phase de poule       | Borussia Dortmund | 2-3   |       |        | FC Barcelone      |     |
| 302 | Phase de poule       | Bologne FC        |       |       | 2-1    | Borussia Dortmund |     |
| 303 | Phase de poule       | Borussia Dortmund | 3-1   |       |        | Chakhtar Donetsk  |     |
| 304 | Barrage phase finale | Sporting CP       | 0-3   | 0-3   | 0-0    | Borussia Dortmund | 305 |
| 306 | Huitième de finale   | Borussia Dortmund | 1-1   | 3-2   | 2-1    | LOSC Lille        | 307 |
| 308 | Huitième de finale   | FC Barcelone      | 4-0   | 5-3   | 1-3    | Borussia Dortmund | 309 |

## Bilan
L'UEFA ne tient pas compte de la Coupe des villes de foires dans les bilans.
| Coupe                      | Matchs Joués | Victoires | Nuls | Défaites | Buts marqués | Buts encaissés |
| -------------------------- | ------------ | --------- | ---- | -------- | ------------ | -------------- |
| Ligue des champions        | 181          | 88        | 33   | 59       | 312          | 230            |
| Coupe des Coupes           | 15           | 9         | 3    | 3        | 32           | 15             |
| Coupe UEFA + Ligue Europa  | 93           | 45        | 18   | 27       | 148          | 97             |
| Supercoupe de l'UEFA       | 2            | 0         | 1    | 1        | 1            | 3              |
| Coupe des villes de foires | 4            | 1         | 0    | 3        | 5            | 13             |
| TOTAL officiel             | 293          | 145       | 55   | 91       | 493          | 345            |
| TOTAL                      | 297          | 146       | 55   | 94       | 497          | 358            |

### Adversaires européens
- Bayern Munich
- Chemnitzer FC
- Liverpool FC
- Arsenal FC
- Manchester United
- West Ham United
- Manchester City
- Tottenham Hotspur
- Newcastle United
- Austria Vienne
- Wolfsberger AC
- Red Bull Salzbourg
- Qabala FK
- Qarabag Agdam
- RSC Anderlecht
- Club Bruges
- CSKA Sofia
- APOEL Nicosie
- Brøndby IF
- FC Copenhague
- Celtic Glasgow
- Glasgow Rangers
- Motherwell FC
- Deportivo La Corogne
- Atlético Madrid
- Real Saragosse
- Séville FC
- Real Madrid
- Málaga CF
- FC Barcelone
- AJ Auxerre
- Girondins de Bordeaux
- LOSC Lille
- Olympique de Marseille
- AS Monaco
- Paris Saint-Germain
- FC Sochaux
- Olympiakos
- UC Sampdoria
- AC Milan
- Inter Milan
- AS Rome
- Lazio Rome
- Juventus
- Udinese Calcio
- SSC Naples
- Atalanta Bergame
- FC Bologne
- Spora Luxembourg
- Floriana FC
- FC Lyn Oslo
- Odds Ballklub
- Rosenborg BK
- Ajax Amsterdam
- PSV Eindhoven
- Feyenoord Rotterdam
- Legia Varsovie
- Widzew Łódź
- Benfica Lisbonne
- Boavista FC
- FC Porto
- Sporting Portugal
- Steaua Bucarest
- Universitatea Craiova
- Lokomotiv Moscou
- Alania Vladikavkaz
- FK Krasnodar
- Zenith Saint-Petersbourg
- Slovan Bratislava
- NK Maribor
- Dukla Prague
- Slovan Liberec
- FK Teplice
- Slavia Prague
- Besiktas JK
- Galatasaray SK
- Chakhtar Donetsk
- Dynamo Kiev
- Karpaty Lviv
- Velez Mostar

## Rang UEFA
Le tableau suivant récapitule le classement du Borussia Dortmund au coefficient UEFA depuis 1960 :
| 1960 | 1961 | 1962 | 1963 | 1964 | 1965 | 1966 | 1967 | 1968 | 1969 | 1970 | 1971 | 1972 | 1973 | 1974 | 1975 | 1976 | 1977 | 1978 | 1979 |
| ---- | ---- | ---- | ---- | ---- | ---- | ---- | ---- | ---- | ---- | ---- | ---- | ---- | ---- | ---- | ---- | ---- | ---- | ---- | ---- |
| 22   | 32   | 59   | n.c. | 72   | 54   | 28   | 25   | 30   | 54   | 71   | 192  | n.c. | n.c. | n.c. | n.c. | n.c. | n.c. | n.c. | n.c. |
| 1980 | 1981 | 1982 | 1983 | 1984 | 1985 | 1986 | 1987 | 1988 | 1989 | 1990 | 1991 | 1992 | 1993 | 1994 | 1995 | 1996 | 1997 | 1998 | 1999 |
| n.c. | n.c. | n.c. | 204  | 199  | 201  | 207  | 204  | 158  | 151  | 94   | 41   | 42   | 35   | 13   | 14   | 20   | 8    | 4    | 6    |
| 2000 | 2001 | 2002 | 2003 | 2004 | 2005 | 2006 | 2007 | 2008 | 2009 | 2010 | 2011 | 2012 | 2013 | 2014 | 2015 | 2016 | 2017 | 2018 | 2019 |
| 8    | 15   | 21   | 24   | 22   | 27   | 29   | 71   | 109  | 119  | 118  | 86   | 65   | 31   | 15   | 13   | 8    | 7    | 10   | 13   |
| 2020 | 2021 | 2022 | 2023 | 2024 | 2025 | 2026 | 2027 | 2028 | 2029 | 2030 | 2031 | 2032 | 2033 | 2034 | 2035 | 2036 | 2037 | 2038 | 2039 |
| 13   | 14   | 19   | 14   | 8    |      |      |      |      |      |      |      |      |      |      |      |      |      |      |      |

- Premier
- Deuxième
- Troisième